# Jyväskylän Jalkapalloklubi
Jyväskylän Jalkapalloklubi (JJK) este un club de fotbal din Jyväskylä, Finlanda. Echipa susține meciurile de acasă pe Harjun Stadion cu o capacitate de 4.000 de locuri.

## Jucători notabili
- Ville Lehtinen
- Tomi Petrescu
- Mikko Manninen
- Janne Korhonen
- Markus Paija
- Touko Tumanto
- Sükrü Uzuner
- Babatunde Wusu
- Eero Markkanen